# Малтийска църква (Виена)
Малтийската църква или църква „Свети Йоан Кръстител“ (на немски: Malteserkirche) е католическа църква във Виена, Австрия. Принадлежи на Малтийския орден, откъдето е получила и името си.
Намира се в централния виенски район Инерещат, на Кернтнерщрасе № 37. В същия район на Йоханесгасе (на немски: Johannesgasse) се намира и седалището на Австрийския Велик приорат (на немски: Großpriorat von Österreich) на Малтийския орден.

## История
Първата църква, издигната на мястото на настоящата църква „Свети Йоан Кръстител“ е построена през 1217 г. и принадлежи на Малтийския орден. Съвременният храм е построен в средата на XV век.
През XVIII век църквата е преустроена в бароков стил. През 1857 г. са добавени витражи.
През 1933 г. след Първата световна война, изпитващият финансови затруднения Малтийски орден продава сградата на местната Виенска архиепископия, но през 1960 г. успява да откупи църквата обратно. През 1960 г. започва реставрация на храма, която е окончателно завършена през 1998 г.
Църковният олтар е създаден през 1730 г. от архитект Йохан Георг Шмидт.